# 国枝利通
国枝 利通（くにえだ としみち、1920年6月23日 - 2011年3月8日）は、岐阜県岐阜市出身のプロ野球選手（内野手）、野球解説者、実業家。

## 来歴・人物
岐阜商業学校で、1938年春の第15回選抜中等学校野球大会と同年夏の第24回全国中等学校優勝野球大会に出場。春は東邦商業学校に準決勝で敗れ、夏は決勝で平安中学校にサヨナラ負けし準優勝に終わったが、1940年春の第17回選抜中等学校野球大会では5番打者・中堅手として優勝に貢献。チームメイトにはエース投手の大島信雄がいた。
卒業後は明治大学へ進み、大学卒業後は地元の社会人野球チームの大日本土木に所属。1946年と1947年にエースの中原宏らと共に都市対抗野球大会を2年連続で優勝した。
1948年、中日ドラゴンズ（1951年 - 1953年は名古屋ドラゴンズ）へ入団しプロ入り。1年目に自慢の俊足で34盗塁を記録した。3年目は二塁のレギュラーを獲得し、133試合に出場して自己最多の39盗塁をマークした。1952年は116試合に出場し、打率.303と初の打率3割を打ち、リーグ8位の記録だった。1954年は井上登の活躍もあって試合出場も減り、またプロ入りして間もない頃に頭部に受けた死球の後遺症などもあって初のリーグ・シリーズを優勝したこの年に引退した。
引退後は1959年より東海テレビ専属第1号の解説者へ就任。その後、中日の球団職員を経て、株式会社ナゴヤ球場→株式会社ナゴヤドーム（1997年より）の取締役を歴任した。
2011年3月8日、肺炎のため岐阜市の病院で死去。90歳没。

## 詳細情報

### 年度別打撃成績
| 年 度     | 球 団            | 試 合 | 打 席 | 打 数 | 得 点 | 安 打 | 二 塁 打 | 三 塁 打 | 本 塁 打 | 塁 打 | 打 点 | 盗 塁 | 盗 塁 死 | 犠 打 | 犠 飛 | 四 球 | 敬 遠 | 死 球 | 三 振 | 併 殺 打 | 打 率 | 出 塁 率 | 長 打 率 | O P S |
| --------- | ---------------- | ----- | ----- | ----- | ----- | ----- | -------- | -------- | -------- | ----- | ----- | ----- | -------- | ----- | ----- | ----- | ----- | ----- | ----- | -------- | ----- | -------- | -------- | ----- |
| 1948      | 中日 名古屋 中日 | 105   | 446   | 403   | 39    | 94    | 11       | 1        | 4        | 119   | 31    | 36    | 10       | 11    | --    | 29    | --    | 3     | 24    | --       | .233  | .290     | .295     | .585  |
| 1949      | 中日 名古屋 中日 | 88    | 303   | 269   | 36    | 80    | 12       | 3        | 1        | 101   | 22    | 17    | 8        | 7     | --    | 26    | --    | 1     | 22    | --       | .297  | .361     | .375     | .737  |
| 1950      | 中日 名古屋 中日 | 133   | 554   | 489   | 84    | 133   | 26       | 8        | 3        | 184   | 58    | 39    | 16       | 8     | --    | 57    | --    | 0     | 31    | 7        | .272  | .348     | .376     | .724  |
| 1951      | 中日 名古屋 中日 | 113   | 445   | 381   | 50    | 109   | 20       | 4        | 0        | 137   | 40    | 34    | 13       | 14    | --    | 49    | --    | 1     | 17    | 4        | .286  | .369     | .360     | .728  |
| 1952      | 中日 名古屋 中日 | 116   | 469   | 400   | 62    | 121   | 13       | 2        | 1        | 141   | 23    | 35    | 12       | 24    | --    | 43    | --    | 2     | 27    | 9        | .303  | .373     | .353     | .726  |
| 1953      | 中日 名古屋 中日 | 109   | 396   | 354   | 39    | 92    | 12       | 3        | 1        | 113   | 26    | 27    | 10       | 11    | --    | 31    | --    | 0     | 28    | 4        | .260  | .319     | .319     | .639  |
| 1954      | 中日 名古屋 中日 | 37    | 32    | 26    | 8     | 4     | 0        | 0        | 0        | 4     | 1     | 4     | 3        | 2     | 0     | 4     | --    | 0     | 6     | 0        | .154  | .267     | .154     | .421  |
| 通算：7年 | 通算：7年        | 701   | 2645  | 2322  | 318   | 633   | 94       | 21       | 10       | 799   | 201   | 192   | 72       | 77    | 0     | 239   | --    | 7     | 155   | 24       | .273  | .342     | .344     | .686  |

- 各年度の太字はリーグ最高
- 中日（中日ドラゴンズ）は、1951年に名古屋（名古屋ドラゴンズ）に、1954年に中日（中日ドラゴンズ）に球団名を変更

### 背番号
- 3 （1948年 - 1954年）

## 解説者としての出演番組

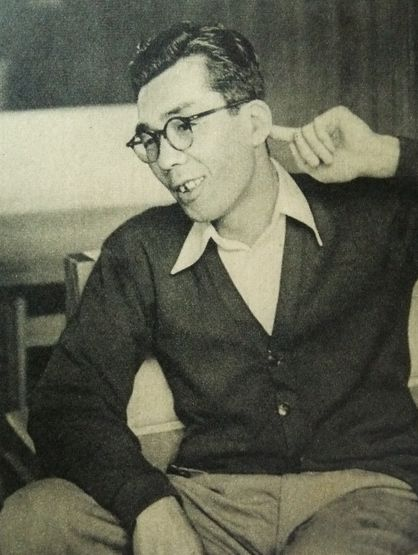
1956年

※いずれも、国枝が専属していた当時（1959年 - 1960年代ごろ）の東海テレビが組んでいたキー局・ネットワークにおけるプロ野球中継の現行（2020年以降）統一タイトル
- S☆1 BASEBALL - 1959年のみ組んでいた、TBS系列のプロ野球中継における統一タイトル
- DRAMATIC BASEBALL - 1962年3月まで組んでいた、日本テレビ系列のプロ野球中継における統一タイトル
- 感謝を、感動を、野球道 - フジテレビ系列のプロ野球中継における統一タイトル